# Honkasaari (ö i Finland, Norra Karelen, Joensuu, lat 62,79, long 29,28)
Honkasaari är en ö i Finland. Den ligger i sjön Viinijärvi och i kommunen Polvijärvi i den ekonomiska regionen  Joensuu ekonomiska region  och landskapet Norra Karelen, i den sydöstra delen av landet, 400 km nordost om huvudstaden Helsingfors. Öns area är 3 hektar och dess största längd är 290 meter i sydöst-nordvästlig riktning.